# بنیاد ویکی‌مدیا

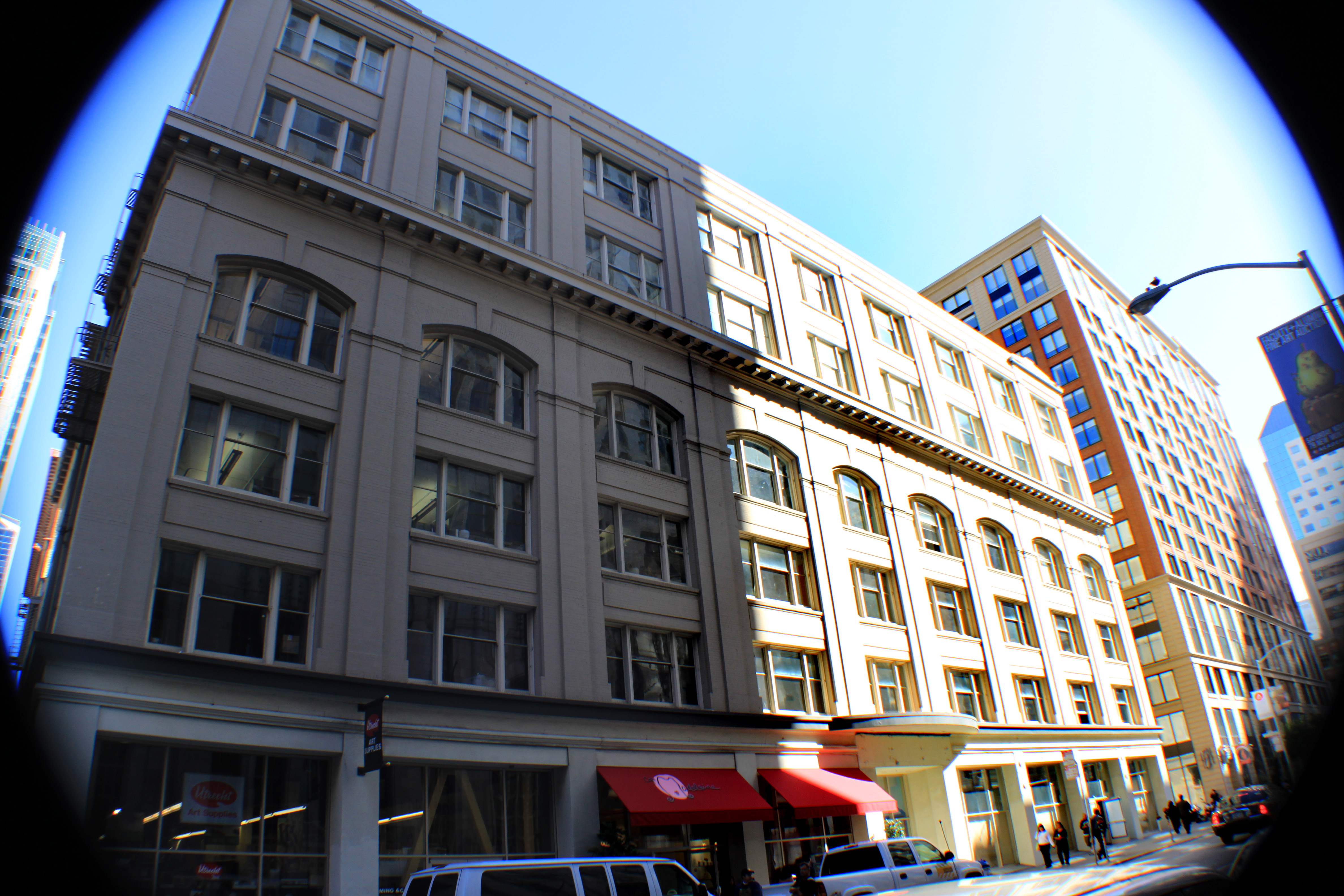
دفتر مرکزی بنیاد ویکی‌مدیا

بنیاد ویکی‌مدیا (به انگلیسی: Wikimedia Foundation)، سازمان غیرانتفاعی و خیریه آمریکایی است، که دفتر مرکزی آن در سان فرانسیسکو، کالیفرنیا مستقر می‌باشد، اما بر اساس قوانین ایالت فلوریدا مدیریت می‌شود.
بنیاد ویکی‌مدیا در سال ۲۰۰۳ توسط جیمی ولز تأسیس شد. شمار کارکنان این بنیاد ۷۰۰ نفر (۲۰۲۲) است. درآمد سالیانه بنیاد ویکی‌مدیا در سال ۲۰۱۹ بالغ بر ۱۰۴٬۵ میلیون دلار و هزینه سالیانه آن بیش از ۸۱ میلیون دلار، اعلام گردید. اکنون کاترین مار به‌عنوان مدیرعامل این بنیاد فعالیت می‌کند و کریستوف هِنر ریاست هیئت مدیره بنیاد ویکی‌مدیا را برعهده دارد.
این بنیاد به دلیل میزبانی از دانشنامه اینترنتی ویکی‌پدیا، همچنین ویکی‌کتاب، ویکی‌سفر، ویکی‌گفتاورد، ویکی‌خبر، ویکی‌نبشته، ویکی‌داده، ویکی‌انبار، ویکی‌دانشگاه، ویکی‌گونه، ویکی‌پرورش، فراویکی و ویکی‌واژه شناخته می‌شود.

## رسالت
هدفی که بنیاد ویکی‌مدیا برای خود بیان کرده است، گسترش و نگهداری از محتوای باز، پروژه‌های مبتنی بر ویکی و در اختیار قرار دادن محتوای کامل این پروژه‌ها برای عموم مردم، به صورت رایگان است.

## پروژه‌ها

نشانواره خانواده پروژه‌های ویکی‌مدیا

یک پروژه ویکی‌مدیایی یک پروژه مبتنی بر ویکی است که توسط سازمان ناسودبر بنیاد ویکی‌مدیا که در سان‌فرانسیسکو واقع شده است اداره می‌شود. این بنیاد که در سال ۲۰۰۳ تأسیس شده است پروژه‌هایی با محتوای آزاد و نرم‌افزارهای متن باز بسیاری را اداره می‌کند که در فهرست زیر نام برده شده است.
این بنیاد پروژه‌های دسته‌جمعی ویکی‌پدیا، ویکی‌واژه، ویکی‌گفتاورد، ویکی‌نبشته، ویکی‌کتاب، ویکی‌انبار، ویکی‌خبر، ویکی‌گونه، ویکی‌دانشگاه و ویکی‌سفر به همراه فراویکی را اداره می‌کند.
| نشان‌واره ویکی‌کتاب  | نام: ویکی‌کتاب توصیف: مجموعه درسنامه‌ها نشانی: www.wikibooks.org                                   | نشان‌واره ویکی‌خبر    | نام: ویکی‌خبر توصیف: روزنامه برخط نشانی: www.wikinews.org          | نشان‌واره ویکی‌گونه    | نام: ویکی‌گونه توصیف: آرایه‌شناسی گونه‌ها نشانی: species.wikimedia.org                              |
| نشان‌واره ویکی‌داده  | نام: ویکی‌داده توصیف: پایگاه دانش نشانی: www.wikidata.org                                         | نشان‌واره ویکی‌پدیا   | نام: ویکی‌پدیا توصیف: دانشنامه برخط نشانی: www.wikipedia.org       | نشان‌واره ویکی‌دانشگاه | نام: ویکی‌دانشگاه توصیف: مجموعه دوره‌های آموزشی برای هماهنگی نقطه پژوهش نشانی: www.wikiversity.org |
| نشان‌واره ویکی‌انبار | نام: ویکی‌انبار توصیف: مخزن تصاویر، صداها، ویدئوها و رسانه‌های عمومی. نشانی: commons.wikimedia.org | ویکی‌گفتاورد         | نام: ویکی‌گفتاورد توصیف: مجموعه گفتاورد‌ها نشانی: www.wikiquote.org | نشان‌واره ویکی‌سفر     | نام: ویکی‌سفر توصیف: راهنمای سفر نشانی: www.wikivoyage.org                                        |
| نشان‌واره فراویکی   | نام:فراویکی توصیف: وبگاه مرکزی برای هماهنگ‌کردن پروژه‌های ویکی‌مدیا نشانی: meta.wikimedia.org       | Wikisource نشان‌واره | نام: ویکی‌نبشته توصیف: کتابخانه دیجیتال نشانی: www.wikisource.org  | نشان‌واره ویکی‌واژه    | نام: ویکی‌واژه توصیف: فرهنگ لغت برخط نشانی: www.wiktionary.org                                    |

## ویکی‌پرورش

نماد ویکی پرورش

ویکی‌پرورش جایی است که پروژه‌های مستعد و بالقوهٔ ویکی‌مدیا در زبان‌های گوناگون و در ویکی‌های خواهر، مثل ویکی‌پدیا، ویکی‌کتاب، ویکی‌خبر، ویکی‌گفتاورد و ویکی‌واژه سازماندهی، نوشته و بررسی می‌شوند. ویکی‌پرورش همچنین جایی است که پروژه‌های ویکی‌مدیا از لحاظ کارآمدی و شایستگی مورد ارزیابی قرار می‌گیرند. در این پروژه ویکی‌ها متولد می‌شوند.

## آزمایشگاه‌های ویکی‌مدیا
آزمایشگاه‌های ویکی‌مدیا یکی از پروژه‌های پشت‌پرده بنیاد ویکی‌مدیا است که وظیفهٔ آن آزمایش پیشرفت‌ها و نمودهای جدید نرم‌افزار مدیا ویکی است. این ویکی یک کپی از پایگاه داده‌های ویکی‌کتاب انگلیسی است که به عنوان یک محتوای نمونه ارائه شده است.